# Mihail Marin
Mihail Marin (nascut el 21 d'abril de 1965), és un jugador d'escacs romanès, que té el títol de Gran Mestre. És especialment reputat com a escriptor d'escacs.
A la llista d'Elo de la FIDE del març de 2022, hi tenia un Elo de 2463 punts, cosa que en feia el jugador número 17 (en actiu) de Romania. El seu màxim Elo va ser de 2616 punts, a la llista de setembre de 2009 (posició 148 al rànquing mundial).

## Resultats destacats en competició
El primer gran èxit de Marin a nivell internacional fou la seva classificació per a l'Interzonal de 1987. Ha guanyat tres Campionats de Romania. El 1987 va participar en el torneig Interzonal de Szirak, a Hongria, dins el cicle pel campionat del món d'escacs de 1990, i hi acabà 11è (de 18).
El 2000 va guanyar la 20a edició de l'Obert Vila de Benasc.
El 2009 va guanyar la 29a edició de l'Obert Vila de Benasc, per damunt de Kiril Gueorguiev. També el 2009 empatà als llocs 1r-4t amb Hedinn Steingrimsson, Hannes Stefansson i Iuri Krivorutxko a l'obert de Reykjavik.
El 2011 empatà als llocs 2n-7è amb Julio Granda, Ivan Šarić, Pablo Almagro Llamas, Maksim Túrov i Aleksandr Dèltxev al 31è Obert Vila de Benasc (el campió fou Tigran L. Petrossian).
Marin participa esporàdicament des de fa anys al Campionat de Catalunya d'escacs per equips, formant part de la secció d'escacs del Foment Martinenc

### Participació en olimpíades d'escacs
Marin ha participat, representant Romania a onze Olimpíades d'escacs entre els anys 1988 i 2012 (dos cops com a 1r tauler), amb un resultat de (+38 =52 –21), per un 57,7% de la puntuació. El seu millor resultat el va fer a l'Olimpíada del 1988 en puntuar 9 de 13 (+6 =6 -1), amb el 69,2% de la puntuació, amb una performance de 2566, i que li significà aconseguir la medalla de bronze individual del tercer tauler.

## Escriptor d'escacs
Durant alguns anys Marin ha estat editor de la revista d'escacs Chess Extrapress. A més, ha escrit alguns llibres d'escacs d'èxit: 
- Secrets of Chess Defence (Gambit Publications, 2003, ISBN 1-901983-91-9),
- Learn from the Legends: Chess Champions at Their Best (Quality Chess, 2004, ISBN 91-975243-2-8),
- Secrets of Attacking Chess (Gambit Publications, 2005, ISBN 1904600301),
- Beating the Open Games (Quality Chess, 2007, ISBN 9197600431, ISBN 978-9197600439),
- A Spanish Opening Repertoire for Black (Quality Chess, 2007, ISBN 9197600504, ISBN 978-9197600507)
- Reggio Emilia 2007/2008 (conjuntament amb Yuri Garrett - Quality Chess, 2009, ISBN 9781906552329).

El llibre Learn from the Legends gou guardonat el 2005 com a Book of the Year (llibre de l'any) de ChessCafe, i fou nominat pel Book of the Year de la BCF. Secrets of Chess Defence fou nominat per al premi ChessCafe Book of the Year de 2003. Jeremy Silman, ell mateix un reconegut autor de llibres d'escacs, ha titllat en Marin com a "un dels millors escriptors d'escacs del món" i va escriure sobre Learn from the Legends, "No puc recordar haver vist un llibre millor en les darreres dues dècades".

## Partides notables
- Joel Akesson vs Mihail Marin, Excelsior Cup 2004, Defensa Benoni, variant del fianchetto (A62), 1/2-1/2
- Pavel Blatny vs Mihail Marin, Haifa ETC 1989, Obertura Zukertort: Variant Nimzo-Larsen (A04), 0-1